# Bajan (pociąg pancerny)
"Bajan" (ros. "Баян") – lekki pociąg pancerny Białych podczas wojny domowej w Rosji.
Pociąg został zbudowany w Kijowie w połowie września 1919 roku. Składał się z nieopancerzonego parowozu i dwóch opancerzonych platform kolejowych (na jednej zainstalowano działo). Dowództwo objął płk Pawieł Z. Diełow. Wszedł w skład 3 Dywizjonu Pociągów Pancernych. Pociąg natychmiast skierowano na front. Działał na linii kolejowej Kijów – Sarny. Na początku października 1919 roku brał udział w walkach obronnych w rejonie Kijowa. Na początku lutego 1920 roku został pozostawiony pod stacją kolejową Tyraspol.